# Serey Doh Celeslin
Serey Doh Célestin  est un homme politique ivoirien, ministre délégué auprès du ministère des transports chargé des affaires maritimes. Il est nommé à ce poste par le Président Alassane Ouattara le 27 décembre 2023 dans le gouvernement Robert Beugré Mambé. En plus de ses fonctions,  Il est réélu le 2 décembre 2023, président du Conseil Régional du Guémon dans le district des Montagnes dans l'ouest de Côte d'Ivoire.